# Хакэй (язык)
Xакэй (зелёных гэлао; кит. 哈给) — язык кадайской группы.

## Географическое распределение
Места распространения и самоназвание:
| Самоназвания    | Места распространения и группы гэлао                                                               |
| --------------- | -------------------------------------------------------------------------------------------------- |
| ha55 ke55       | 7-8 уездов пров. Гуйчжоу (Гуаньлин 关岭, Цинлун 晴隆, Чжэньнин 镇宁, Чжэньфэн 贞丰 и др.) и Гуанси |
| ha31 kei33      | дер. Санчун (三冲), Цинлун (晴隆)                                                                  |
| dɯ24 ɗɯ33ʔ      | зеленые гэлао (Вьетнам)                                                                            |
| pu55 mu33 hen55 | дер. Баньливань (板栗湾), часть деревень вол. Пинчжэн (平正)                                       |